# Phryxe agricola
Phryxe agricola là một loài ruồi trong họ Tachinidae.